# Hedvig Karakas
Hedvig Karakas (Szolnok, 21 de febrer de 1990) és una esportista hongaresa que va competir en judo.
Va guanyar una medalla de bronze al Campionat Mundial de Judo de 2009 i tres medalles al Campionat Europeu de Judo entre els anys 2009 i 2015. Als Jocs Europeus de Bakú 2015 va aconseguir una medalla de plata en la categoria de –57 kg.

## Palmarès internacional
| Campionat Mundial | Campionat Mundial          | Campionat Mundial | Campionat Mundial |
| Any               | Lloc                       | Medalla           | Categoria         |
| ----------------- | -------------------------- | ----------------- | ----------------- |
| 2009              | Rotterdam ( Països Baixos) | 3                 | –57 kg            |
| Jocs Europeus     |                            |                   |                   |
| Any               | Lloc                       | Medalla           | Categoria         |
| 2015              | Bakú ( Azerbaidjan)        | 2                 | –57 kg            |
| Campionat Europeu |                            |                   |                   |
| Any               | Lloc                       | Medalla           | Categoria         |
| 2009              | Tbilisi ( Geòrgia)         | 3                 | –57 kg            |
| 2010              | Viena ( Àustria)           | 3                 | –57 kg            |
| 2015              | Bakú ( Azerbaidjan)        | 2                 | –57 kg            |